# Tenupedunculus beddardi
Tenupedunculus beddardi là một loài chân đều trong họ Stenetriidae. Loài này được Kussakin miêu tả khoa học năm 1967.